# Elezioni comunali in Basilicata del 2020
Le elezioni comunali in Basilicata del 2020 si sono tenute il 20 e 21 settembre (con ballottaggio il 4 e 5 ottobre).

## Matera

### Matera
| Candidati                     | Candidati                    | II turno             | II turno         | I turno | I turno | Liste               | Voti   | %     | Seggi |
| Candidati                     | Candidati                    | Voti                 | %                | Voti    | %       | Liste               | Voti   | %     | Seggi |
| ----------------------------- | ---------------------------- | -------------------- | ---------------- | ------- | ------- | ------------------- | ------ | ----- | ----- |
|                               | Domenico Bennardi ✔️ Sindaco | 18 830               | 67,54            | 9 525   | 27,57   | Movimento 5 Stelle  | 3 649  | 10,94 | 11    |
| Volt Matera                   | Domenico Bennardi ✔️ Sindaco | 18 830               | 67,54            | 9 525   | 27,57   | 1 493               | 4,47   | 4     |       |
| Europa Verde - PSI            | Domenico Bennardi ✔️ Sindaco | 18 830               | 67,54            | 9 525   | 27,57   | 1 474               | 4,42   | 4     |       |
| Matera 3.0                    | Domenico Bennardi ✔️ Sindaco | 18 830               | 67,54            | 9 525   | 27,57   | 398                 | 1,19   | 1     |       |
|                               | Rocco Sassone                | 9 050                | 32,46            | 10 460  | 30,28   | Forza Italia        | 3 897  | 11,68 | 2     |
| Fratelli d'Italia             | Rocco Sassone                | 9 050                | 32,46            | 10 460  | 30,28   | 3 084               | 9,24   | 2     |       |
| Lega                          | Rocco Sassone                | 9 050                | 32,46            | 10 460  | 30,28   | 2 599               | 7,79   | 1     |       |
| Matera Sempre Insieme         | Rocco Sassone                | 9 050                | 32,46            | 10 460  | 30,28   | 1 809               | 5,42   | 1     |       |
| Cambiamo! - PdF - IDeA        | Rocco Sassone                | 9 050                | 32,46            | 10 460  | 30,28   | 1 205               | 3,61   | –     |       |
| Matera Patrimonio Comune      | Rocco Sassone                | 9 050                | 32,46            | 10 460  | 30,28   | 654                 | 1,96   | –     |       |
| Seggio di coalizione          | Seggio di coalizione         | Seggio di coalizione | 32,46            | 10 460  | 30,28   | 1                   |        |       |       |
|                               | Giovanni Schiuma             | Giovanni Schiuma     | Giovanni Schiuma | 6 903   | 19,98   | Partito Democratico | 4 018  | 12,04 | 2     |
| Matera per Schiuma Sindaco    | Giovanni Schiuma             | Giovanni Schiuma     | Giovanni Schiuma | 6 903   | 19,98   | 1 526               | 4,57   | 1     |       |
| Progetto Matera               | Giovanni Schiuma             | Giovanni Schiuma     | Giovanni Schiuma | 6 903   | 19,98   | 798                 | 2,39   | –     |       |
| Innoviamo Matera              | Giovanni Schiuma             | Giovanni Schiuma     | Giovanni Schiuma | 6 903   | 19,98   | 493                 | 1,48   | –     |       |
| Matera Futura                 | Giovanni Schiuma             | Giovanni Schiuma     | Giovanni Schiuma | 6 903   | 19,98   | 373                 | 1,12   | –     |       |
| Seggio di coalizione          | Seggio di coalizione         | Seggio di coalizione | Giovanni Schiuma | 6 903   | 19,98   | 1                   |        |       |       |
|                               | Pasquale Doria               | Pasquale Doria       | Pasquale Doria   | 3 526   | 10,21   | Matera Civica       | 2 175  | 6,52  | –     |
| Matera Libera                 | Pasquale Doria               | Pasquale Doria       | Pasquale Doria   | 3 526   | 10,21   | 359                 | 1,08   | –     |       |
| Seggio di coalizione          | Seggio di coalizione         | Seggio di coalizione | Pasquale Doria   | 3 526   | 10,21   | 1                   |        |       |       |
|                               | Nicola Trombetta             | Nicola Trombetta     | Nicola Trombetta | 2 086   | 6,04    | Liberi              | 1 674  | 5,02  | –     |
|                               | Luca Braia                   | Luca Braia           | Luca Braia       | 2 046   | 5,92    | Matera 2029         | 1 689  | 5,06  | –     |
| Totale                        | Totale                       | 27 880               | 100              | 34 546  | 100     |                     | 33 367 | 100   | 32    |
|                               |                              |                      |                  |         |         |                     |        |       |       |
| Fonte: Ministero dell'interno |                              |                      |                  |         |         |                     |        |       |       |